# Ecofisiologia
Ecofisiologia (del grec οἶκος, oikos, "casa"; φύσις, physis, "natura, origen"; i λογία logi) o fisiologia del medi ambient és una disciplina de la biologia que estudia l'adaptació de la fisiologia d'un organisme a les condicions mediambientals. Està estretament relacionada amb la fisiologia comparada i la fisiologia evolutiva.

## Plantes
L'ecofisiologia vegetal és una ciència experimental que cerca descriure els mecanismes fisiològics que estan per sota de les observacions ecològiques. Fa preguntes sobre el control del creixement, la reproducció, la supervivència, abundància i distribució geogràfica de les plantes, com són afectats aquests processos per les interaccions entre les plantes dins el seu ambient.
En molts casos els animals són capaços d'escapar delscanvis desfavorablesen el medi ambient com són la calor, la secada i les inundacions, mentre les plantes no ho poden fer. S'ha fet la hipòtesi que el gran nombre de gens que tenen les plantes parcialment s'explica per la necessitat d'adaptar-se a un ampli rang de condicions.

### Temperatura
En resposta les temperatures extremes les plantes poden produir diverses proteïnes que les protegeixin dels efectes perjudicials de la formació de gel i la baixada de la taxa de catàlisi per enzims a les temperatures baixes, la desnaturalització bioquímica i l'increment de la fotorespiració a altes temperatures entre d'altres.

### Vent
Els vents forts poden desarrelar les plantes o danyar les seves fulles. No hi ha prou temps per poder aclimatar-se al vent i per això les plantes han de tenir adaptacions permanents com és tenir fulles amb cutícules dures.

### Aigua
Massa aigua o massa poca danya les plantes, Si n'hi ha massa poca els teixits es deshidraten i la planta pot morir. Si en el sòl l'aigua s'entolla el sòl esdevindrà anòxic la qual cosa pot matar les rels.

### Concentració de CO₂

La Corba de Keeling del CO₂ observat a Mauna Loa.

La concentració de CO₂ a l'atmosfera puja per diverses raons. Les plantes l'usen com substrat químic en la fotosíntesi i si s'incrementa la concentració de diòxid de carboni l'eficiència fotosintètica pot augmentar, en el cas dels conreus aquest increment és del 8%. El nombre d'estomes en les fulles ha davallat en els darrers 150 anys lligat al'augment del CO₂.

## Animals

### Humans
El mediambient té gran influència en la fisiologia humana. Un dels efectes més estudiat és el de la termoregulació en el cos per l'estrès.

#### Altitud
A grans altituds alguns efectes són la reducció del P02 arterial i increment de l'hemoglobina.

### Científics
George A. Bartholomew (1919–2006) va fundar l'ecofisiologia humana. Knut Schmidt-Nielsen (1915–2007) va fer importants contribucions en la fisiologia comparada.
Hermann Rahn (1912–1990) junt amb Wallace O. Fenn publicaren A Graphical Analysis of the Respiratory Gas Exchange el 1955. on incloïen el diagrama O₂-CO₂.